# Dadra und Nagar Haveli und Daman und Diu
Dadra und Nagar Haveli und Daman und Diu (Gujarati: દાદરા અને નગર હવેલી અને દમણ અને દીવ Dādrā ane Nagar Havelī ane Damaṇ ane Dīv,  englisch: Dadra and Nagar Haveli and Daman and Diu; Abk.: DNHDD) ist ein Unionsterritorium im Westen Indiens. Es entstand am 26. Januar 2020 durch Zusammenlegung der Unionsterritorien Dadra und Nagar Haveli sowie Daman und Diu. Es besteht aus vier Gebieten, die bis 1954 bzw. 1961 Teil Portugiesisch-Indiens waren. Verwaltungssitz ist Daman.

## Geographie
Das Unionsterritorium besteht aus vier räumlich getrennten Gebieten. Drei dieser Gebiete – Daman, Dadra und Nagar Haveli – liegen nur wenige Kilometer voneinander getrennt an der östlichen Seite des Golfs von Khambhat. Die Küstenstadt Daman und die Enklave Dadra werden dabei vom Bundesstaat Gujarat vollständig umschlossen, während Nagar Haveli auch an Maharashtra grenzt und seinerseits die kleine Enklave Maghval umschließt, die zu Gujarat gehört. Das vierte Gebiet – der Distrikt Diu – liegt 200 km entfernt an der Westseite des Golfs von Khambhat und umfasst die Insel Diu sowie ein kleines Gebiet auf dem Festland. Auch Diu wird von Gujarat umschlossen.

## Geschichte
Das Gebiet des Unionsterritoriums war ehemals Teil des portugiesischen Kolonialbesitzes in Indien. Portugal war ab dem 16. Jahrhundert als Kolonialmacht in Indien in Erscheinung getreten. In späteren Jahrhunderten wurde es jedoch durch andere Seemächte, insbesondere England bzw. das Vereinigte Königreich, überflügelt, und ab dem 17. Jahrhundert beschränkte sich der portugiesische Kolonialbesitz in Indien auf einige wenige nicht zusammenhängende kleine Landstriche an der Westküste Indiens. Als Britisch-Indien 1947 in Form der Staaten Indien und Pakistan unabhängig wurde, forderte die neue indische Regierung unter Jawaharlal Nehru von Portugal auch die Übergabe seiner Kolonien. Dies wurde von der portugiesischen Regierung unter António de Oliveira Salazar abgelehnt. In den Gebieten Dadra und Nagar Haveli, die Exklaven innerhalb indischen Territoriums bildeten, übernahmen 1954 indische Nationalisten die Macht, ohne dass Portugal etwas dagegen unternehmen konnte. Am 11. August 1961 wurde das nominell unabhängige Free Dadra and Nagar Haveli zu einem indischen Unionsterritorium. Am 18. Dezember 1961 besetzte Indien handstreichartig die verbliebenen portugiesischen Kolonien Goa, Daman und Diu und am Folgetag wurde das neue Unionsterritorium Goa, Daman und Diu daraus gebildet. Dieses Unionsterritorium bestand bis zum 30. Mai 1987, als Goa daraus herausgelöst und zum eigenen Bundesstaat erhoben wurde. Am 26. Januar 2020 wurden die beiden verbliebenen Unionsterritorien Daman und Diu und Dadra und Nagar Haveli aus Kosten- und Effizienzgründen zu einem Unionsterritorium vereinigt.

## Politik
Trotz seiner geringen Bevölkerungszahl hat das Territorium nicht einen, sondern zwei Sitze in der Lok Sabha, dem indischen Parlament. Einen Wahlkreis bildet der Distrikt Dadra und Nagar Haveli, den zweiten die Distrikte Daman und Diu.
Das Territorium fällt unter die Jurisdiktion des Bombay High Court.

## Verwaltungsgliederung

Die drei Distrikte des Territoriums und ihre Lage in Indien

Das Territorium ist in drei Distrikte aufgeteilt: Dadra und Nagar Haveli, Daman und Diu.
| Distrikt               | Hauptort | Fläche (km²) | Einwohner (2011) | Bevölkerungsdichte (Einw./km²) |
| ---------------------- | -------- | ------------ | ---------------- | ------------------------------ |
| Dadra und Nagar Haveli | Silvassa | 491          | 342.853          | 698                            |
| Daman                  | Daman    | 72           | 190.855          | 2.651                          |
| Diu                    | Diu      | 40           | 52.056           | 1.301                          |
| Summe                  | Summe    | 603          | 585.764          | 971                            |